# Nokor Reach
Nokor Reach ( Jémer: បទនគររាជ español: Reino Majestuoso) es el himno nacional de Camboya. Está basado en una melodía popular de Camboya y fue escrito por Chuon Nath.

## Historia
"Nokor Reach" se originó a partir de una poesía popular que generalmente se realizaba con chapei en la era antigua para contar historias y revelar cualquier evento reciente.
La música de "Nokor Reach" fue compuesta entre 1938 y 1939 por el príncipe Norodom Suramarit durante el reinado del rey Sisowath Monivong con la ayuda de Sir J. Jekyll y Sir F. Perruchot, ambos instructores musicales del Palacio Real. La letra no estuvo terminada hasta el 20 de julio de 1941 por Choun Nath, pocos meses después de la coronación del rey Norodom Sihanouk. En el mismo año fue adoptado y luego reconfirmado en 1947 como himno nacional del país.
En 1970, la monarquía fue abolida, reemplazando así también el himno nacional del estado. Después de la victoria de los comunistas en 1975, los antiguos símbolos realistas, incluido "Nokor Reach", se restablecieron por un corto tiempo. Los jemeres rojos luego lo reemplazó con "Dap Prampi Mesa Chokchey" ("Glorioso diecisiete de abril"). Después de que el partido realista FUNCINPEC derrotara a los ex comunistas (Partido Popular de Camboya) en las elecciones de 1993, se restableció el himno estatal realista.

## Letra en jémer
| Escritura jemer (oficial) | Romanización UNGEGN (transliteración) | Romanización ALA-LC (transliteración) | Transcription AFI |
| សូមពួកទេព្តា រក្សាមហាក្សត្រយើង ឱ្យបានរុងរឿង ដោយជ័យមង្គលសិរីសួស្តី យើងខ្ញុំព្រះអង្គ សូមជ្រកក្រោមម្លប់ព្រះបារមី នៃព្រះនរបតីវង្ស ក្សត្រាដែលសាងប្រាសាទថ្ម គ្រប់គ្រងដែនខ្មែរ បុរាណថ្កើងថ្កាន ។ ប្រាសាទសិលា កំបាំងកណ្តាលព្រៃ គួរឱ្យស្រមៃ នឹកដល់យសស័ក្តិមហានគរ ជាតិខ្មែរដូចថ្ម គង់វង្សនៅល្អរឹងប៉ឹងជំហរ យើងសង្ឃឹមពរ ភ័ព្វព្រេងសំណាងរបស់កម្ពុជា មហារដ្ឋកើតមាន យូរអង្វែងហើយ ។ គ្រប់វត្តអារាម ឮតែសូរស័ព្ទធម៌ សូត្រដោយអំណរ រំឭកគុណពុទ្ធសាសនា ចូរយើងជាអ្នក ជឿជាក់ស្មោះស្ម័គ្រតាមបែបដូនតា គង់តែទេវតា នឹងជួយជ្រោមជ្រែងផ្គត់ផ្គង់ប្រយោជន៍ឱ្យ ដល់ប្រទេសខ្មែរ ជាមហានគរ ។ | Som puŏk tépda reăksa môhaksătr yeung Aôy ban rŭngrœăng dál choăy môngkôl sĕreisuŏsdei Yeung khnhŭm preăh ângk som chrôk kraôm mlób preăh barômi Ney preăh nôrbteivôngs ksătra dêl sang brasat thmâ Króbkrông dên khmêr bŏréan thkaeungthkan Brasat sĕléa kâmbăng kândal prey Kuŏr aôy srâmey nœ̆k dál yôssăkdĕ môhanôkôr Chéatĕ khmêr doch thmâ kóngvôngs nœ̆ng l’â rœ̆ng pœ̆ng chómhâr Yeung sângkhœ̆m pôr phoăpv préng sâmnang rôbás kâmpŭchéa Môharôdth kaeut méan yu ângvêng haeuy Krób vôtt aréam lœ tê so săpt thôrm Sotr daôy âmnâr rumlœ̆k kŭn pŭtthsasnéa Chor yeung chéa ‘nôk chœăcheăk smaôhsmăkr tam bêb donta Kóng tê tévôta nœ̆ng chuŏy chroŭmchrêng phkótphkóng brâyoŭchn aôy Dál brâtés khmêr chéa môhanôkôr | Sūm buak debtā raksā mahāksatr yoeṅ Qoy pān ruṅ rẏaṅ ṭoy jăy maṅgal sirī suastī Yoeṅ khñuṃ braḥ qaṅg sūm jrak krom mláp braḥ Pāramī Nai braḥ Naraptī vaṅs ksatrā ṭael sāṅ prāsād thma Gráp graṅ ṭaen Khmaer purāṇ thkoeṅ thkān. Prāsād sīlā kaṃ pāṃṅ kaṇṭāl brai Guar qoy sramai nẏk ṭál yassăkti Mahā Nagar Jāti Khmaer ṭūc thma gáṅ vaṅs nau lqa rẏṅ pʹẏṅ jaṃhar Yoeṅ sāṅghẏm bar bhăbv breṅ saṃṇāṅ rapás Kambujā Mahā raṭṭh koet mān yūr qaṅveṅ hoey. Gráp vatt qārām ḹ tae sūr săbd dharm Sūr ṭoy aṃ ṇar raṃ ḹk guṇ buddh sāsnā Cūr yoeṅ jā qnak jẏa jâk smoḥ smăgr tām paep ṭūn tā Gáṅ tae devtā nẏṅ jūy jrom jraeṅ phgád phgaṅ pra yojna° oy Ṭál prades Khmaer jā Mahā Nagar. | [soʊm puək teːpdaː rĕəʔaː mɔhaːkhsat jəːŋ] [ʔaoj baːn ruŋrɨəŋ daoj cɨj mɔŋkɔl sərəj suəhsdəj] [jəːŋ khɲom prĕəhʔɑŋ soʊm crɔːk kraom mlup prĕəh baːrəməj] [nɨj prĕəh nɔruppadəj ʋɔŋ khsattraː deal saːŋ praːsaːt thmɑː] [krupkrɔːŋ daen khmaːe ɓoʔraːn thkaəŋthkaːn] [praːsaːt selaː kɑmɓaŋ kɑndaːl prɨj] [kuə ʔaoj srɑmaj nɨk ɗɑl jŭəhsak mɔhaːnɔkɔː] [ciət khmae doʊc thmɑː kɔŋʋɔŋ nɨw lʔɑː rɨŋpəŋ cumhɑː] [jəːŋ sɑŋkhəm pɔː phŏəp preːɲ sɑmnaːŋ rɔbɑh kampuciə] [mɔhaːrŏət kaət miən juː ʔɑŋʋaeŋ haəj] [krup ʋŏət ʔaːraːm lɨː tae soʊsap thŏəm] [soʊ daoj ʔɑm.nɑː rumlɨk kun put.thĕəʔ.sahsnaː] [coʊ jəːŋ ciə nĕəʔ cɨəcĕəʔ smɑhsmak taːm baep doʊntaː] [kɔŋ tae teːʋədaː nɨŋ cuəj croːmcrɛːɲ phkɔtphkɔŋ prɑjaoc ʔaoj] [ɗɑl prɑteːh khmae ciə mɔhaːnɔkɔː] |

### Traducción al francés
Que le ciel protège notre Roi
Et lui dispense le bonheur et la gloire.
Qu'il règne sur nos coeurs et sur nos destinées,
Celui qui, héritier des Souverains bâtisseurs,
Gouverne le fier et vieux Royaume.
Les temples dorment dans la forêt,
Rappelant la grandeur du Moha Nokor.
Comme le roc, la race khmère est éternelle,
Ayons cofiance dans le sort du Campuchéa,
L'Empire qui défie les années.
Les chants montent dans les pagodes
A la gloire de la Sainte foi Bouddhique.
Soyons fidèles aux croyances de nos pères.
Ainsi le ciel prodiguera-t-il tous ses bienfaits
Au vieux pays khmer, le Moha Nokor.

### Traducción al español
El cielo protege a nuestro rey
Y darte felicidad y gloria
Para reinar sobre nuestras almas y nuestros destinos,
El único ser, heredero de los constructores soberanos,
Liderando el viejo reino orgulloso.
Los templos duermen en el bosque
recordando la gloria del gran reino
Como una piedra, la raza jémer es eterna.
Confiemos en el destino de Camboya
El imperio que desafía las edades.
Las canciones se elevan desde las pagodas
Por la gloria de la sagrada fe budista.
Seamos leales a las creencias de nuestros ancestros.
Entonces el cielo prodigará su recompensa
Hacia el antiguo país jemer,
El Gran Reino